# Карпино
Карпѝно (на италиански: Carpino, на местен диалект Carpìnë, Карпинъ) е малко градче и община в Южна Италия, провинция Фоджа, регион Пулия. Разположено е на 147 m надморска височина. Населението на общината е 4380 души (към 2010 г.).